# Hauzenberg

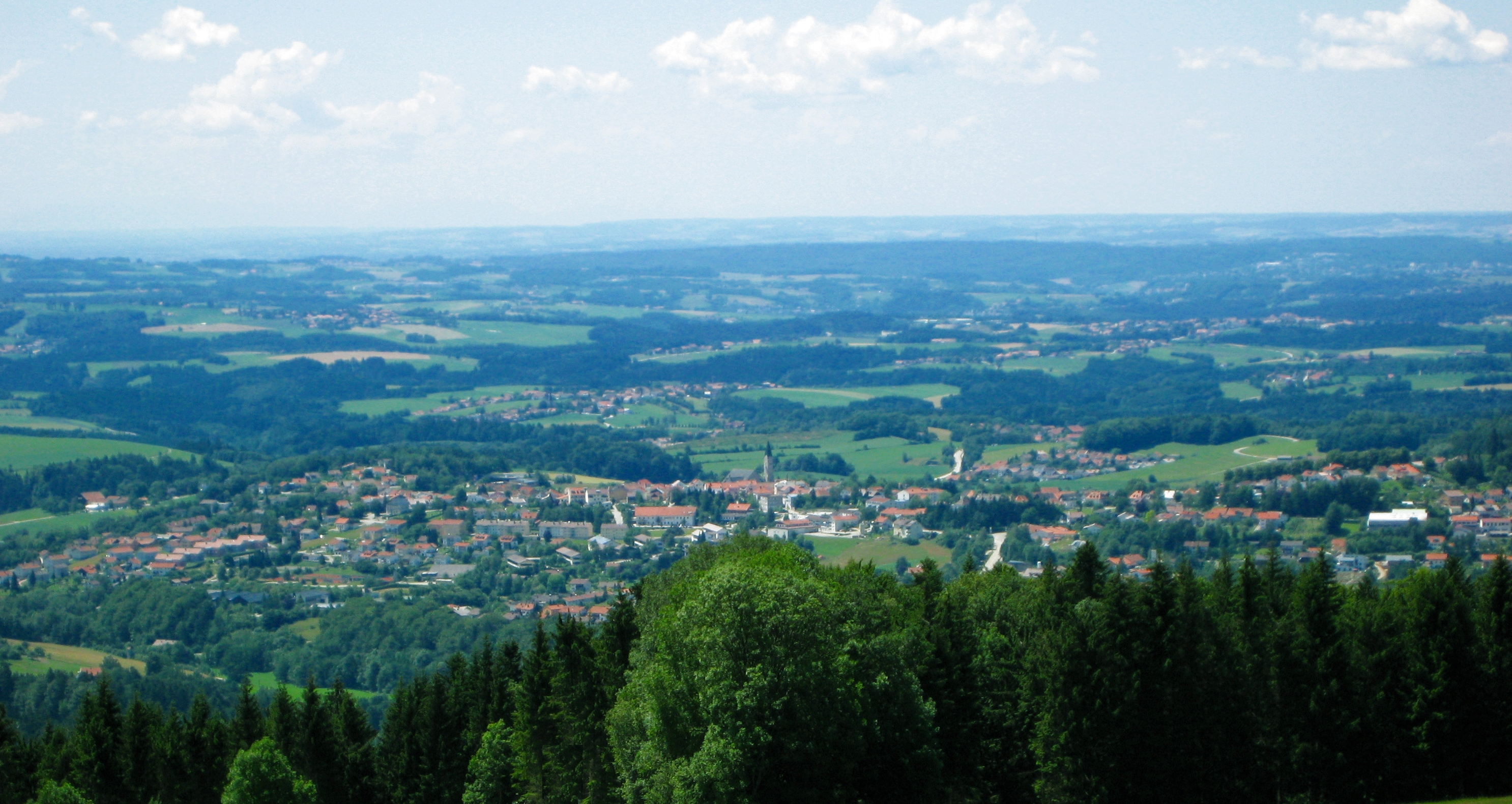
Hauzenberg
(panoramă)

Hauzenberg este un oraș din landul Bavaria, Germania.